# 재

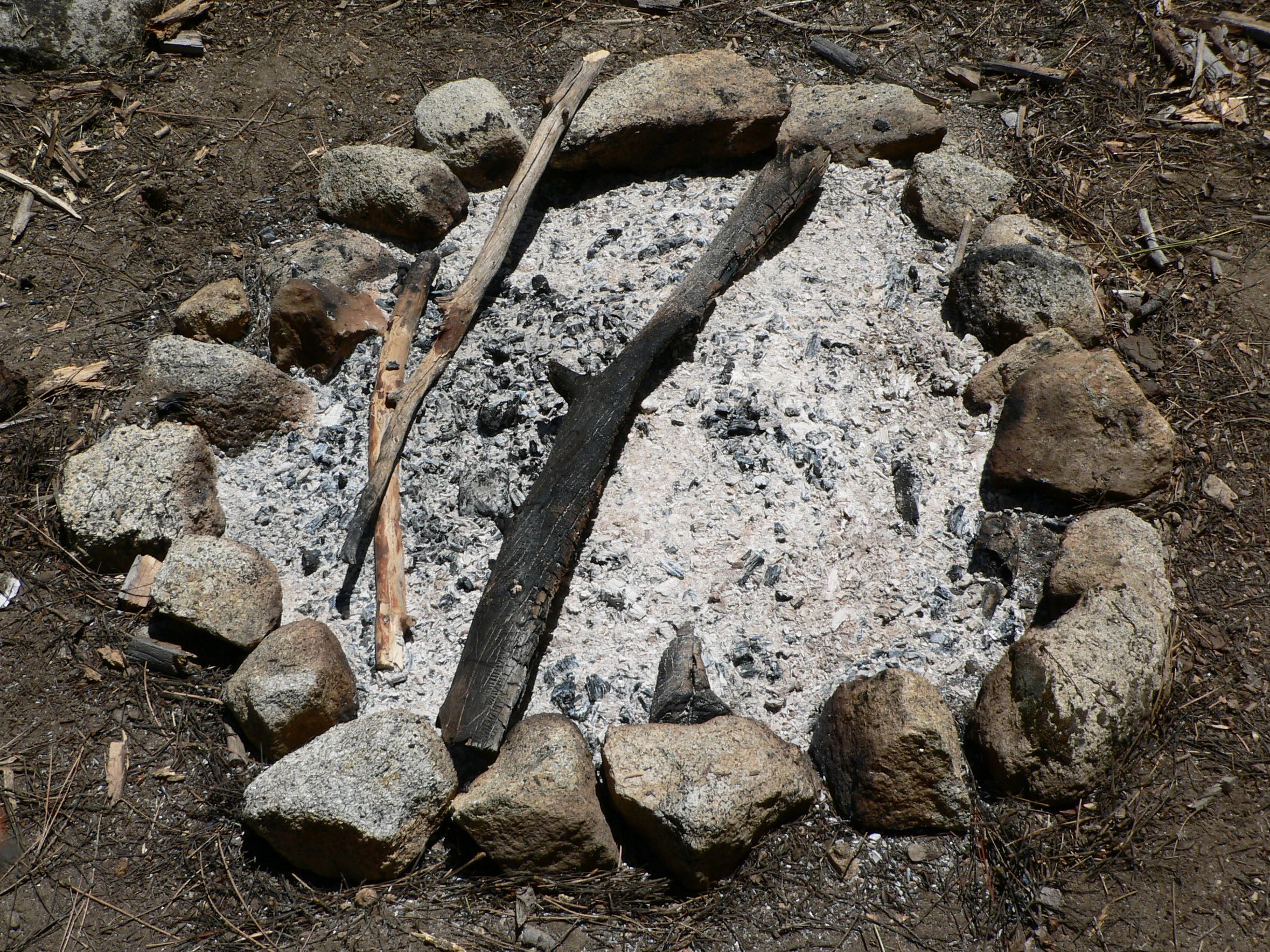
나무를 태우고 남은 재

재는 불에 태운 후에 남는 가루 모양의 물질을 말한다. 잿물은 나무를 태운 재를 우려낸 물로 빨래할 때나 도자기에 바르는 유약 따위로 쓴다. 연탄재는 연탄이 타고 남은 재를 뜻하며 붉은빛이도는 흰색이다. 화산재(火山灰)는 화산에서 분화된 분출물의 한 종류로 용암의 부스러기이다.

## 같이 보기
- 석탄
- 탄소
- 숯